# Экономика Мозамбика
Экономика Мозамбика — одна из беднейших экономик среди стран мира. Тем не менее её относят к странам с динамично развивающейся экономикой.

## История
С 1609 года до 1951 года Мозамбик являлся колонией Португалии, в 1951—1975 гг. — заморской провинцией Португалии.
После создания 25 июня 1962 года ФРЕЛИМО, в сентябре 1964 года началась вооружённая борьба за независимость (в ходе которой часть территории колонии оказалась под контролем сил ФРЕЛИМО).
В 1966 году в Кабу-Делгаду были созданы первые крестьянские сельскохозяйственные кооперативы в Мозамбике (в дальнейшем их количество увеличилось).
В начале 1970х годов основой экономики являлось сельское хозяйство; в это время здесь действовали три типа хозяйств — крупные плантации (иностранные концессии), фермерские хозяйства португальских колонистов и полунатуральные хозяйства африканского населения. Общая площадь обрабатываемых земель составляла 1 % территории.
25 июня 1975 года Мозамбику была предоставлена независимость, в 1976—1977 гг. началась продолжительная гражданская война; боевые действия дезорганизовали хозяйственную деятельность и нанесли ущерб экономике региона.
В начале 1980х годов в Мутараре был создан первый в стране ремесленный кооператив (объединявший резчиков по дереву).
В середине 1980-х годов Мозамбик представлял собой аграрную страну, основой экономики которой являлось сельское хозяйство (41 % ВВП в 1985 году) — здесь выращивали хлопчатник, сахарный тростник, кокосовые пальмы, табак, кофе, кукурузу, маниок, сорго и др. культуры. Основой промышленности (27 % ВВП в 1985 году) являлась добыча полезных ископаемых (угля, бокситов, меди, танталовых и железных руд) и лесозаготовки.
С 1993 года осуществляется экономическая программа, основанная на либерализации и приватизации.

## Сельское хозяйство
Сельское хозяйство является основой экономики Мозамбика. Его доля в ВВП достигает 28 %. Для обработки пригодно 36 млн га земли, но обрабатывается только 5,4 млн га. Орошается 120 тыс. га. Доля сельскохозяйственной продукции в экспорте составляет 25 %. Животноводство сосредоточено на юге страны. Выращиваются рис, арахис, сахарный тростник, апельсины, кола, папайя, ятеориза пальчатая и др.

## Промышленность

### Горнодобывающая промышленность
Имеются месторождения железной руды, каменного угля, природного газа и бокситов. Большую роль играет капитал соседней ЮАР. В разработке месторождений полезных ископаемых участвуют страны Европы и Австралия. Добыча и переработка редкоземельных минералов ведётся в районе Алту-Лигонья.

### Обрабатывающая промышленность
Обрабатывающая промышленность представлена в основном предприятиями по обработке сельскохозяйственного сырья и мыловаренными заводами. Восстанавливается сахарная промышленность, разрушенная гражданской войной. Открыты алюминиевый комбинат, пивоваренные заводы, предприятия по производству бумаги, цемента и стекла. В 2000 году начал работать завод по сборке автомобилей «Фиат». Развивается текстильная промышленность.

## Энергетика
Суммарные запасы энергоносителей оцениваются в размере 0,359 млрд тут (в угольном эквиваленте). В соответствии с данными UNSD и EES EAEC в 2019 году производство органического топлива — 31 317 тыс. тут. Общая поставка — 17 781 тыс. тут. На преобразование на электростанциях и отопительных установках израсходовано 964 тыс. тут или 5,4 % от общей поставки. Установленная мощность — нетто электростанций — 2814 МВт, в том числе: тепловые электростанции, сжигающие органическое топливо (ТЭС) — 17,1 % , возобновляемые источники энергии (ВИЭ) — 82,9 %. Производство электроэнергии-брутто — 18 981 млн. кВт∙ч, в том числе: ТЭС — 21,2 % , ВИЭ — 78,8 %. Конечное потребление электроэнергии — 12 836 млн. кВт∙ч, из которого: промышленность — 82,2 %, бытовые потребители — 14,0 %, коммерческий сектор и предприятия общего пользования — 0,2 %, сельское и лесное хозяйство, включая рыболовство — 0,2 %, другие потребители — 3,4 %. Показатели энергетической эффективности за 2019 год: душевое потребление валового внутреннего продукта по паритету покупательной способности (в номинальных ценах) — 1336 долларов, душевое (валовое) потребление электроэнергии — 423 кВт∙ч, душевое потребление электроэнергии населением — 59 кВт∙ч. Число часов использования установленной мощности-нетто электростанций — 6558 часов

## Транспорт
Аэропорты
- всего — 98 (2013)[1], в том числе
  - с твердым покрытием — 21
  - без твердого покрытия — 77

Автодороги
- всего — 30 331 км (2009)[1], в том числе
  - с твердым покрытием — 6303 км
  - без твердого покрытия — 24 028 км

Железные дороги
- всего — 4787 км (2014)[1]

Водный транспорт
- всего судов — 2 водоизмещением 2,964 грт/5,324 дедвейт

## Торговля
Экспорт: 3,605 млрд долларов (2015)
Статьи экспорта: алюминий, креветки, кешью, хлопок, сахар, цитрусовые, лес, электроэнергия
Импорт: 7,068 млрд долларов (2015)
Статьи импорта: машины, автомобили, топливо, химикаты, продовольствие, текстильная продукция